# IHeartRadio Music Award al miglior nuovo artista

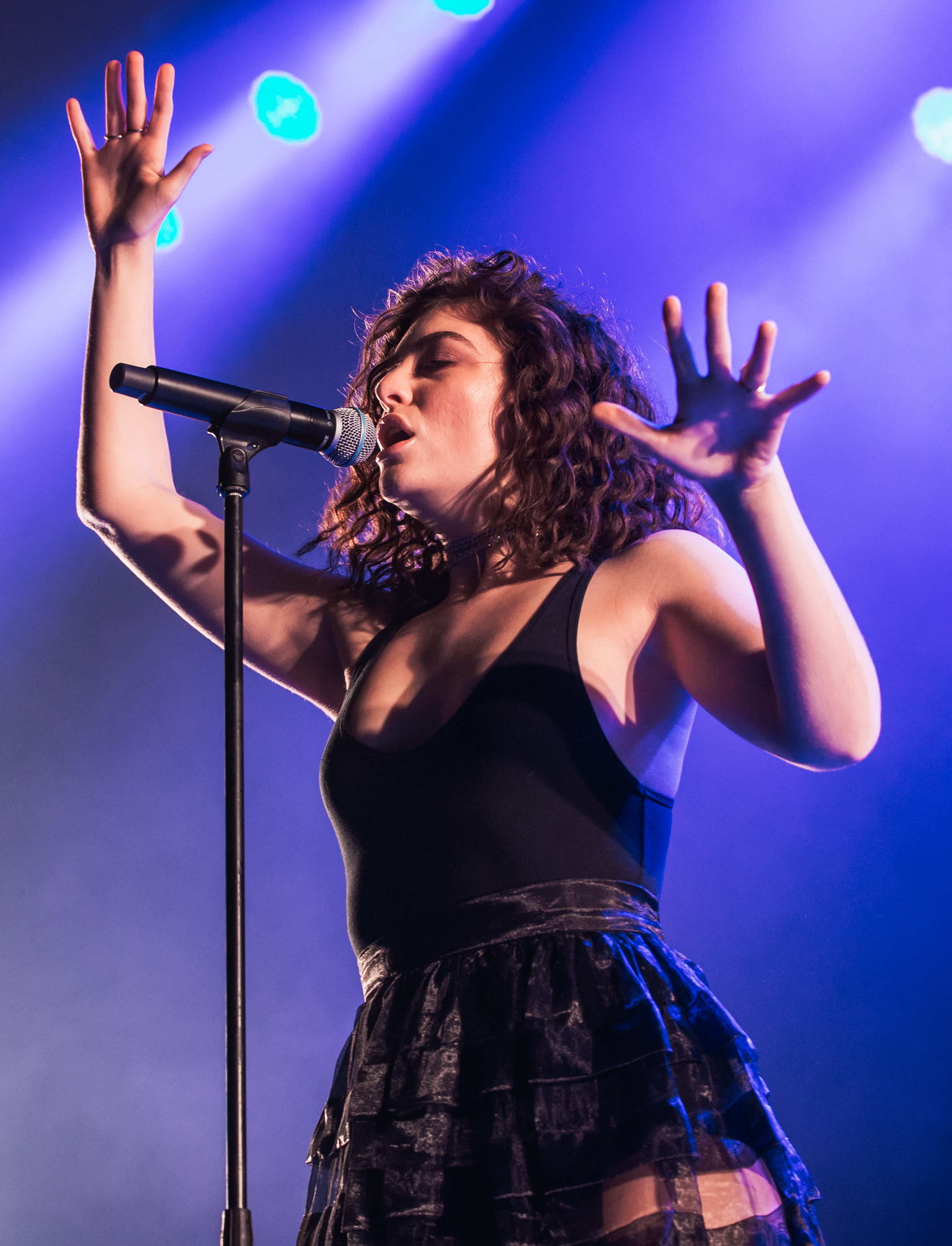
La cantautrice neozelandese Lorde è stata la prima artista insignita dell'iHeartRadio Music Award al Miglior nuovo artista.

L'iHeartRadio Music Award al miglior nuovo artista (iHeartRadio Music Award for Best New Artist) è stato un premio assegnato annualmente a partire dal 2014 nell'ambito degli iHeartRadio Music Awards, dedicato alle artiste e agli artisti emergenti senza alcuna distinzione di genere musicale d'appartenenza. Il premio è stato assegnato per la prima volta a Lorde in occasione della I edizione della cerimonia. Nel 2017, i The Chainsmokers sono stati gli ultimi riceventi del premio prima della sua dismissione.
A partire dalla IV edizione, il premio è stato suddiviso sulla base dei diversi generi musicali, creando di fatto sei nuove categorie: Miglior nuovo artista pop (Best New Pop Artist), Miglior nuovo artista Rock/Alternativo (Best New Rock/Alternative Artist), Miglior nuovo artista country (Best New Country Artist), Miglior nuovo artista hip hop (Best New Hip-Hop Artist), Miglior nuovo artista R&B (Best New R&B Artist) e Miglior nuovo artista latino (Best New Latin Artist). Dal 2024 è stata aggiunta la categoria dedicata al k-pop, intitolata Miglior nuovo artista k-pop (Best New K-Pop Artist).
La categoria generale Miglior nuovo artista è stata assegnata per l'ultima volta nel 2017, unica edizione in cui sono state presenti sia la categoria generale dei nuovi artisti sia le categorie suddivise in generi musicali.
Esclusivamente per le edizioni del 2017 e del 2018 è stato assegnato anche l'iHeartRadio Music Award al Miglior nuovo artista messicano (Best New Regional Mexican Artist).

## Vincitori e candidati
I vincitori sono elencati al primo posto e evidenziati in grassetto.
- 2014[5]
  - Lorde
  - Florida Georgia Line
  - Icona Pop
  - Imagine Dragons
  - Macklemore & Ryan Lewis
  - Passenger
- 2015[6]
  - Sam Smith
  - Iggy Azalea
  - Bastille
  - Cole Swindell
  - Meghan Trainor
- 2016[7]
  - Fetty Wap
  - Hozier
  - Sam Hunt
  - Shawn Mendes
  - Tove Lo
- 2017[8]
  - The Chainsmokers
  - Kelsea Ballerini
  - Chance the Rapper
  - Joss Favela
  - Bryson Tiller
  - The Strumbellas
  - CNCO